# Lee Parry

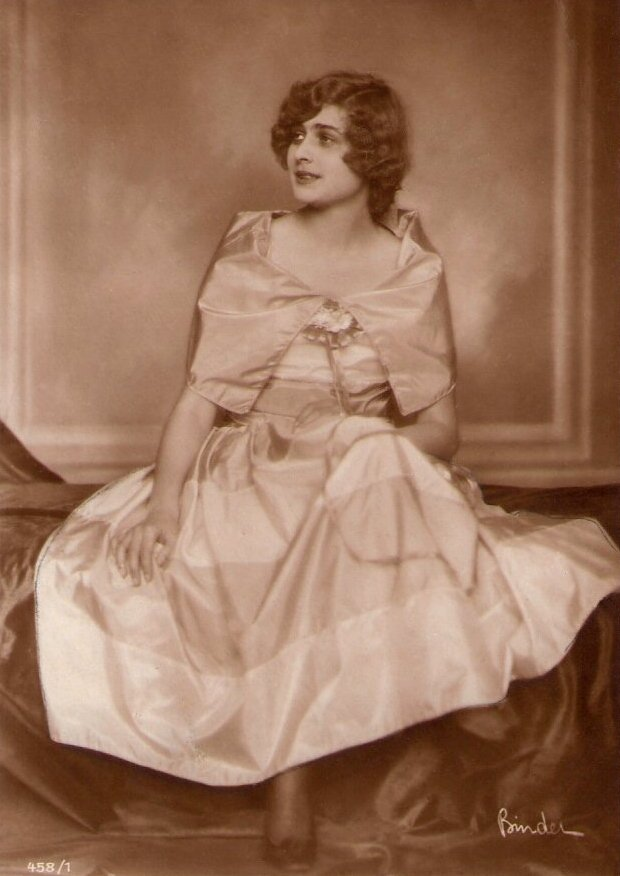
Lee Parry, Fotografie von Alexander Binder, um 1920

Lee Parry (* 14. Januar 1901 als Mathilde Benz in München; † 24. Januar 1977 in Bad Tölz) war eine deutsche Schauspielerin und Sängerin.

## Leben
Lee Parry war die Tochter des seinerzeit populären Operntenors, Schauspielers und Varietédirektors „Papa Benz“ und der Sängerin Mathilde Benz (1880–1967). Schon mit 16 Jahren reiste sie, damals noch als Hilde Benz, nach Berlin und wurde von dem Regisseur Richard Eichberg entdeckt, mit dem sie von 1919 bis 1924 verheiratet war. Anschließend heiratete sie den renommierten Berliner Herrenschneider Artur Moldauer. Ihre Stummfilmkarriere begann schon 1919 unter dem Künstlernamen Lee Parry und ging Ende der 1920er-Jahre nahtlos in Tonfilm-Engagements über. Neben der Tätigkeit beim Film, wo sie von Beginn an überwiegend in Hauptrollen zu sehen war, trat Lee Parry auch auf der Bühne (so in der Rudolf-Nelson-Revue Glück muss man haben) sowie im Radio auf und besang von 1930 bis 1933 einige populäre Schellackplatten, zumeist mit Liedern aus ihren Filmen.
Ihre Domäne war das „leichte Fach“ mit Komödien oder Possen, doch hatte Lee Parry durchaus auch in dramatischen Filmen Erfolg, so in Monna Vanna von Richard Eichberg (1922) und Regine, die Tragödie einer Frau von Erich Waschneck (1927).
Bereits 1935 zog sich Lee Parry fast vollständig ins Privatleben zurück, spielte aber 1939, kurz vor Ausbruch des Zweiten Weltkriegs, noch einmal in einer französischen Produktion, Adieu Vienne, mit.
1955 heiratete sie den Direktor der Freien Deutschen Bühne in Buenos Aires, Siegmund Breslauer (1900–1966). Sie übersiedelte 1956 nach Südamerika, wo sie ein Theater-Comeback feierte und an verschiedenen Bühnen gastierte. 1959 kehrte sie mit ihrem Ehemann nach Deutschland zurück und lebte in Bad Tölz.

## Filmografie (Auswahl)
- 1919: Jettatore – Die geheimnisvolle Macht
- 1919: Nonne und Tänzerin
- 1919: Sklaven fremden Willens
- 1919: Sünden der Eltern
- 1920: Der Fluch der Menschheit
- 1920: Der Tanz auf dem Vulkan
- 1920: Staatsanwalt Briands Abenteuer
- 1921: Der lebende Propeller
- 1921: Die Ehe der Hedda Olsen
- 1921: Die Bettelgräfin vom Kurfürstendamm
- 1921: Die Liebesabenteuer der schönen Evelyne
- 1922: Die Ozeanwerft
- 1922: Ihre Hoheit, die Tänzerin
- 1922: Monna Vanna
- 1923: Fräulein Raffke
- 1924: Die schönste Frau der Welt
- 1924: Die Motorbraut
- 1925: Die Frau mit dem Etwas
- 1925: Der Liebeskäfig
- 1925: Luxusweibchen
- 1926: Fedora
- 1926: Die Frau, die nicht nein sagen kann
- 1926: Wenn das Herz der Jugend spricht
- 1927: Die leichte Isabell
- 1927: Regine, die Tragödie einer Frau
- 1927: Die Frau mit dem Weltrekord
- 1928: Die seltsame Nacht der Helga Wangen
- 1928: Anastasia, die falsche Zarentochter
- 1928: Die reichste Frau der Welt (L'Eau du Nil)
- 1929: Autobus Nr. 2
- 1929: Wochenendzauber in Oberhof
- 1930: Die lustigen Weiber von Wien
- 1931: Ein bißchen Liebe für Dich
- 1932: Johann Strauß, K.u.K. Hofballmusikdirektor
- 1932: Liebe auf den ersten Ton
- 1932: Der große Bluff
- 1932: Die Herren vom Maxim
- 1933: Keinen Tag ohne Dich
- 1935: Das Einmaleins der Liebe
- 1939: Adieu Vienne

## Diskografie
Ultraphon. Berlin, April 1930. Orchester, Dirigent: Theo Mackeben
- In St. Pauli, bei Altona. Aus dem Theaterstück Phaea. Text und Musik: Friedrich Hollaender. Bestellnr. A 459, A 460
- Ich bin von Kopf bis Fuss auf Liebe eingestellt. Slow-fox aus dem Film Der blaue Engel. Text und Musik: Friedrich Hollaender. Bestellnr. A 459

Ultraphon. Berlin, Mai 1930. Orchester, Dirigent: Alfred Beres
- Eine kleine Sehnsucht. Aus dem Theaterstück Phaea. Text und Musik: Friedrich Hollaender. Bestellnr. A 460. YouTube

Grammophon. Berlin, Februar 1932. Orchester Ilja Livschakoff
- Ein bißchen Liebe für mich. Aus dem Film Ein bißchen Liebe für dich. Text: Robert Gilbert und Armin L. Robinson, Musik: Paul Abraham. Bestellnr. 24488. YouTube
- So küßt man nur in Wien. Wiener Walzer aus dem Film: Ein bißchen Liebe für dich. Text: Robert Gilbert und Armin L. Robinson, Musik: Paul Abraham.  Bestellnr. 24488

Grammophon. Berlin, ca. August 1932. Orchester Ilja Livschakoff
- Die Fenster auf, der Lenz ist da. Wiener Walzer aus dem Film Johann Strauß, K. u. K.  Hofballmusikdirektor. Text: Ernst Neubach. Musik: von Hans May nach Johann Strauss. Bestellnr. 926, 24642, 24765 YouTube
- Wenn der Mensch verliebt ist. Fox-Marsch aus dem Film Johann Strauß, K. u. K.  Hofballmusikdirektor. Text: Ernst Neubach. Musik: Hans May nach Johann Strauss. Bestellnr. 24642 YouTube

Grammophon. Berlin, ca. November 1932. Orchester Paul Godwin
- Alle Männer sind wie Kinder. Slow-Fox aus dem Film Liebe auf den ersten Ton. Text: Carl Behr und C. Franz Landry. Musik: Hansom Milde-Meißner. Bestellnr. 24909 YouTube
- Wenn du mir sagst ich liebe dich. Lied und Tango aus dem Film Liebe auf den ersten Ton. Text: Carl Behr und C. Franz Landry, Musik: Hanson Milde-Meissner. Bestellnr. 24909

Grammophon. Berlin, 15. März 1933. Orchester Paul Godwin
- Keinen Tag ohne dich. Lied und Foxtrott aus dem Film Keinen Tag ohne dich. Text: Ernst Neubach, Musik: Hans May. Bestellnr. 25211
- Wovon soll der Schornstein rauchen. Lied und Foxtrott aus dem Film Keinen Tag ohne dich. Text: Ernst Neubach, Musik: Hans May. Bestellnr. 25211. YouTube